# Otto Hoffmann von Waldau
Otto Hoffmann von Waldau (7 de julio de 1898 - 17 de mayo de 1943) fue un general alemán durante la II Guerra Mundial que comandó el 10.º Cuerpo Aéreo. Murió en un accidente aéreo el 17 de mayo de 1943.

## Condecoraciones
- Cruz de Hierro (1914) 2.ª y 1.ª Clase
- Broche de la Cruz de Hierro (1939) 2.ª y 1.ª Clase
- Cruz de Caballero de la Cruz de Hierro el 28 de junio de 1942 como Generalleutnant y Fliegerführer Afrika[1]